# Lopholejeunea subfusca
Lopholejeunea subfusca là một loài Rêu trong họ Lejeuneaceae. Loài này được (Nees) Schiffner mô tả khoa học đầu tiên năm 1897.